# Theodosia River
Theodosia River är ett vattendrag i Kanada.   Det ligger i Powell River Regional District och provinsen British Columbia, i den sydvästra delen av landet, 3 600 km väster om huvudstaden Ottawa.
I omgivningarna runt Theodosia River växer i huvudsak barrskog. Trakten runt Theodosia River är nära nog obefolkad, med mindre än två invånare per kvadratkilometer.